# Bad Schwartau
Bad Schwartau é uma cidade da Alemanha localizada no distrito de Ostholstein, estado de Schleswig-Holstein .